# Universitätsklinikum Würzburg
Das Universitätsklinikum Würzburg ist das Klinikum der Medizinischen Fakultät der Julius-Maximilians-Universität Würzburg und ein Krankenhaus der Maximalversorgung.

## Kennzahlen
Zum Universitätsklinikum in Würzburg gehören 19 Kliniken mit Polikliniken und drei selbständige Polikliniken sowie vier klinische Institute. Integriert sind vier experimentell ausgerichtete Institute bzw. Abteilungen. Weiterhin sind dem Klinikum sieben Berufsfachschulen des Gesundheitswesens angeschlossen (Stand 2021).
Das Klinikum beschäftigt 7863 Mitarbeiter, darunter 1119 im ärztlichen Dienst, 1982 im Pflegedienst, 2618 im medizinisch-technischen Dienst sowie 820 im Verwaltungsdienst. Das Universitätsklinikum hat 639 Auszubildende. Die Schwerbehindertenquote liegt bei 7,32 % (Stand 2023).

## Geschichte

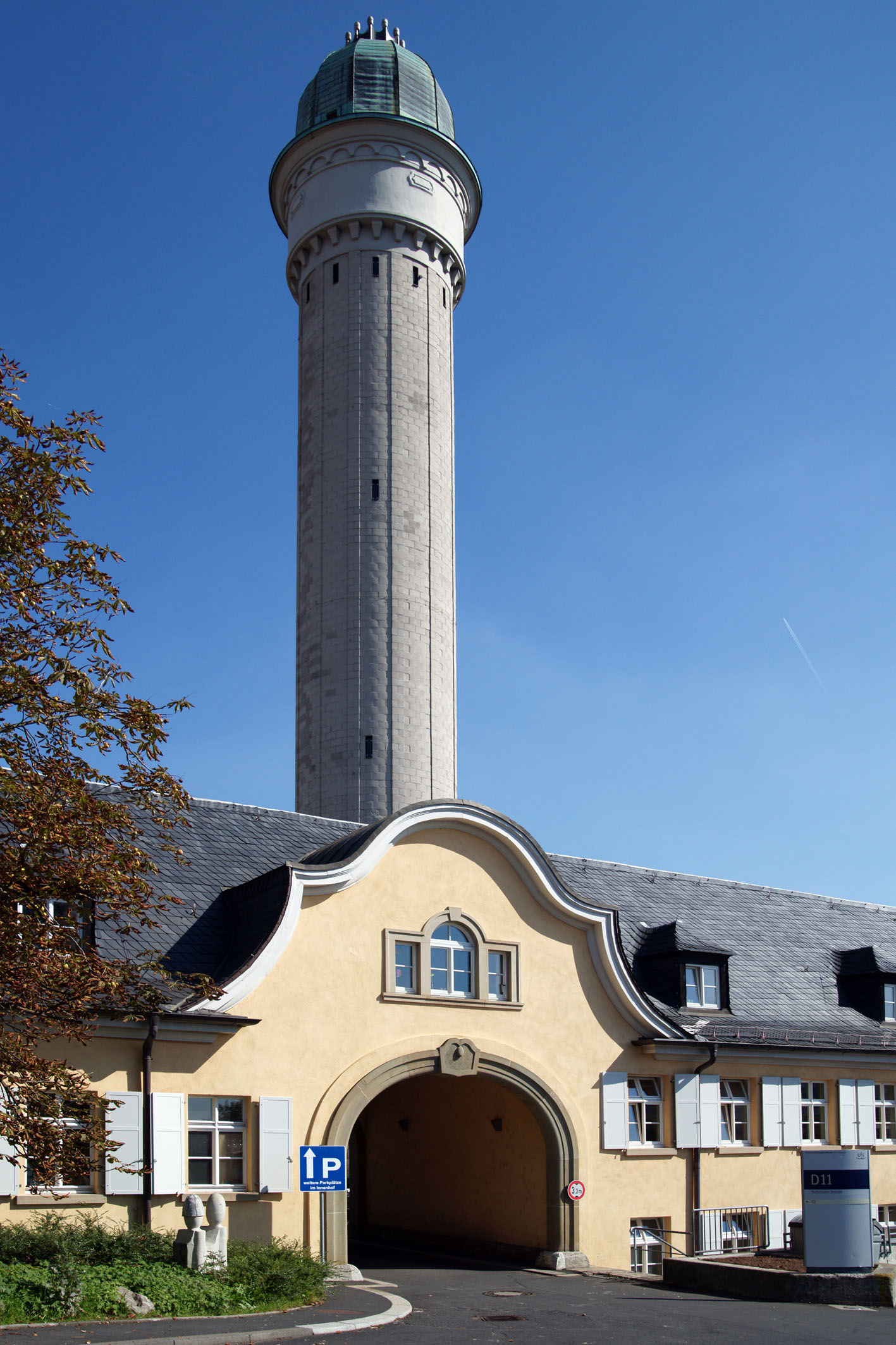
Blick auf ein „Wahrzeichen“ des Universitätsklinikums, den 1915 erbauten Abgasturm des betriebseigenen Heizkraftwerkes

Würzburg zählt neben Prag, Heidelberg, Wien, Köln, Leipzig und Erfurt zu den ältesten Universitätsstädten im deutschsprachigen Raum. Das Universitätsklinikum Würzburg kann auf eine mehr als 400-jährige Geschichte zurückblicken und ist damit eine der ältesten Universitätskliniken Deutschlands.
Das erste Modell eines Universitätsklinikums, die Verbindung aus Medizinischer Fakultät und Krankenhaus Juliusspital, wurde 1581 in Würzburg geschaffen. 1583, das Jahr in dem sich erstmals ein akademischer Unterricht (unter anderem durchgeführt von Adrianus Romanus) an der Würzburger Medizinischen Fakultät nachweisen lässt, wird erstmals eine Abteilung zur stationären Behandlung von psychisch Kranken im Juliusspital eröffnet. Aus dieser Abteilung entstand 1833 die erste Psychiatrische Klinik (Ein Neubau entstand 1982). Im Jahre 1816 kam die erste orthopädische Heilanstalt im deutschen Sprachraum hinzu. Diese wurde von Johann Heine im ehemaligen Stefanskloster zu Würzburg gegründet.
Eine erste, eigene Kinderabteilung richtete man 1840 aus zwei Zimmern und 15 Betten ein. Diese Kinderabteilung bildete später den Grundstein zur Gründung der ersten Universitäts-Kinderklinik der Welt, durch Franz von Rinecker im Jahre 1850. Der zweite Lehrstuhl für anatomische Pathologie im deutschsprachigen Raum wurde 1845 in Würzburg gegründet. Der erste entstand ein Jahr zuvor in Wien.
Robert Ritter von Welz gründete 1855 die erste, damals noch private Augenklinik in Würzburg, die in der ehemaligen Geburtshilfeklinik in der Klinikstraße 6 untergebracht wurde. Als von Welz 1878 starb, vermachte er seine Klinik der Universität Würzburg. Unter seinen Nachfolgern erlebte die inzwischen in der Josef-Schneider-Straße befindliche Klinik einen steilen Aufstieg und ist heute die zweitgrößte Augenklinik in Deutschland.
Die Würzburger Medizinische Poliklinik als ambulante Klinik wurde von ihrem ersten Leiter Philip Joseph Horsch (1772–1820) 1807 begründet. Horsch war zudem Stadtphysikus, Extraordinarius und Verfasser von Versuch einer Topographie der Stadt Würzburg in Beziehung auf den allgemeinen Gesundheitszustand und die bis dahin zielenden Anstalten (Arnstadt/Rudolstadt 1805), eine von mehreren seiner Arbeiten über das Medizinalwesen in Würzburg.
Einen weiteren wichtigen Beitrag für die medizinische Entwicklung des Universitätsklinikums Würzburg leistete Wilhelm Conrad Röntgen im Jahre 1895, als er die Röntgenstrahlen in Würzburg entdeckte.
Nachdem Wilhelm von Leube, aufgrund des Anwachsens der klinischen Fächer, der Kliniken, des Lehrbetriebs und der Forschungsbedürfnisse des Juliusspitals, die Errichtung eines neuen Universitätskrankenhauses angestrebt hatte, stimmte 1907 der Magistrat der Errichtung eines städtischen und im Gegensatz zum bestehenden Juliusspital konfessionell ungebundenen Krankenhauses zu. Vom ersten Spatenstich am 4. März 1912 bis 1921 wurde, geleitet von August Lommel (Vorstand des Universitätsbauamtes, Regierungsoberbaurat), ein neues Klinikum (nach dem Prinzregenten Luitpold von Bayern am 1. März 1911 zunächst „Luitpoldspital“, später Luitpoldkrankenhaus genannt) im Stadtteil Grombühl errichtet, wozu die Stadt 1910 das Gelände „am Sündlein“ für 550.000 Mark erworben hatte. Geplant war eine Fertigstellung bis 1917, die jedoch durch Krieg und Inflation verzögert wurde. Mit der unter Leubes Nachfolger und sich auch 1915–1916 als Dekan der Medizinischen Fakultät für den Krankenhausneubau einsetzenden sowie ursprünglich als Direktor des Luitpoldkrankenhauses vorgesehenen Dietrich Gerhardt, erfolgten Fertigstellung des im November 1921 bezugsfertigen Luitpoldkrankenhauses endete die langjährige enge Verbindung zwischen der Würzburger Medizinischen Fakultät und dem Juliusspital. Die Stadt Würzburg beteiligte sich von 1910 bis zum Jahre des Umzugs 1921 finanziell am Bau des neuen Krankenhauses, schied dann aber wegen Überlastung aus dem Vertrag mit dem bayerischen Staat aus und verzichtete damit auf ein Städtisches Krankenhaus und das Luitpoldkrankenhaus wurde Universitätsklinik in ausschließlicher Trägerschaft des Freistaats Bayern. Eine Anbindung an die Kernstadt erfuhr das zuerst von dem Chirurgen Fritz König geleitete Luitpoldkrankenhaus 1926 durch die Erweiterung der Straßenbahnlinie, die von dem in den USA zu einem Vermögen gelangte Augenarzt Josef Schneider, ein Schüler des Robert von Welz, finanziell unterstützt wurde. 1934 wurde die erste eigenständige neurochirurgische Abteilung Deutschlands gegründet. Im Laufe der Zeit entwickelte sich das Universitätsklinikum weiter.
In der 1933/34 neu gebauten und den Komplex des Luitpoldkrankenhauses zunächst vollendende Würzburger Universitäts-Frauenklinik wurden ab 1934 insgesamt 994 Frauen im Alter zwischen 13 und 47 Jahren zwangssterilisiert, bei 29 Frauen wurde zugleich eine Zwangsabtreibung vorgenommen.
Am 10. Mai 1939 erfolgte die Einweihung des Instituts für Vererbungswissenschaft und Rasseforschung in der Klinikstraße 6 im Welzhaus, dem Gebäude der ehemaligen privaten Augenklinik von Robert Ritter von Welz, worin sich unter anderem im 18. Jahrhundert ein Epileptikerhaus befunden hatte.
In der Chirurgischen Klinik wurde 1948 die erste Blutkonserve hergestellt. Ab 1950 wurden Blutspenden erstmals in Vakuumflaschen produziert und von dieser Zeit an auch an andere Kliniken abgegeben. Durch diesen Fortschritt besaß die Chirurgische Universitätsklinik Würzburg die erste Blutspendezentrale in Bayern, die man 1970 in „Abteilung für Transfusionsmedizin und Immunhämatologie“ umbenannte.
1949 bis 1950 wurde die durch die Bombardierung Würzburgs weitgehend zerstörte Kinderklinik im „Bau 8“ wieder aufgebaut und von 1959 bis 1962 wurde eine neue Kinderklinik erbaut. 1954 wurde die Abteilung für Thoraxchirurgie eingeweiht und 1955 eine Tuberkuloseabteilung (Das ursprünglich für die Behandlung von Tuberkulose-Patienten bestimmte, nach Dietrich Gerhardt benannte Gerhardt-Haus, wurde später Teil der Urologischen Klinik). Als Isotopenabteilung der Medizinischen Poliklinik wurde im Jahre 1956 die Nuklearmedizin von W. Börner gegründet.
In den Jahren von 1966 bis 1973 wurde das erste Kopfklinikum Deutschlands gebaut, das 1974 mit den Fachdisziplinen HNO-Heilkunde, Augenheilkunde, Neurochirurgie, Neurologie und Strahlentherapie in Betrieb genommen wurde.
Die erste Fingerretransplantation Bayerns, die Wiederannaht eines abgesägten Daumens, führte der Handchirurg Ulrich Lanz (der Sohn des Anatomen Titus von Lanz) 1975 an der Würzburger Universitätsklinik bei einem Achtzehnjährigen durch. 1977 wurde die erste selbständige Abteilung für Neuroradiologie gegründet und 1983 entstand die Abteilung für Herz- und thorakale Gefäßchirurgie.
1988 fiel der Entschluss für ein seit 1969 geplantes großes Projekt. Man plante aufgrund von Platzmangel, das Zentrum für Operative Medizin (ZOM) und das Zentrum für Innere Medizin (ZIM) an der Oberdürrbacher Straße zu bauen. Der Bau für das Zentrum für Operative Medizin begann mit dem ersten Spatenstich am 27. Juli 1998, der Bauabschnitt für das Zentrum für Innere Medizin startete 2002. Das ZOM ging 2004 in Betrieb und das ZIM nahm 2009 seinen Betrieb auf. In jeweils sehr aufwendigen Umzügen im Vollbetrieb wurden die Patienten aus den alten Klinikgebäuden in die neuen Zentren verlegt. Die alten Klinikgebäude wurden zum Teil abgerissen, aber auch teilweise saniert und werden für Forschung und Lehre weiter genutzt.
Mehrere Gebäude des Luitpoldkrankenhauses, die Umfassungsmauern, Gartenanlagen, die Universitäts-Frauenklinik und Hebammenschule sowie das Universitäts-Kopfklinikum sind heute geschützte Baudenkmäler im Stadtbezirk Würzburg-Grombühl.

## Einrichtungen
- Kliniken und Polikliniken:
  - Zentrum Innere Medizin (ZIM):
    - Medizinische Klinik und Poliklinik I[29]
    - Medizinische Klinik und Poliklinik II[30]
    - Institut für Klinische Transfusionsmedizin und Hämotherapie[31]

  - Zentrum Operative Medizin (ZOM):
    - Klinik und Poliklinik für Thorax-, Herz- und Thorakale Gefäßchirurgie[32]
    - Klinik und Poliklinik für Allgemein-, Viszeral-, Transplantations-, Gefäß- und Kinderchirurgie (Chirurgische Klinik I)[33]
    - Klinik und Poliklinik für Unfall-, Hand-, Plastische und Wiederherstellungschirurgie (Chirurgische Klinik II)[34]
    - Klinik und Poliklinik für Urologie und Kinderurologie[35]
    - Klinik und Poliklinik für Anästhesiologie, Intensivmedizin, Notfallmedizin und Schmerztherapie[36]

  - Zentrum für Radiologie (ZRAD)[37]
    - Institut für Diagnostische und Interventionelle Radiologie[38]
    - Klinik und Poliklinik für Nuklearmedizin[39]
    - Institut für Diagnostische und Interventionelle Neuroradiologie[40]
    - Klinik und Poliklinik für Strahlentherapie[41]

  - Kopfklinikum:
    - Augenklinik und Poliklinik[42]
    - Neurochirurgische Klinik und Poliklinik[43]
    - Klinik und Poliklinik für Hals-, Nasen- und Ohrenkrankheiten, plastische und ästhetische Operationen[44]
    - Neurologische Klinik und Poliklinik[45]

  - Frauen-, Kinder-, Hautklinik:
    - Frauenklinik und Poliklinik[46]
    - Kinderklinik und Poliklinik[47]
    - Klinik und Poliklinik für Dermatologie, Venerologie und Allergologie[48]

  - Zentrum für Psychische Gesundheit (ZEP)[49]:
    - Klinik und Poliklinik für Kinder- und Jugendpsychiatrie, Psychosomatik und Psychotherapie[50]
    - Klinik und Poliklinik für Psychiatrie, Psychosomatik und Psychotherapie[51]

  - Zentrum für Zahn-, Mund- und Kiefergesundheit:
    - Poliklinik für Kieferorthopädie (ZMKG)[52]
    - Klinik und Poliklinik für Mund-, Kiefer- und Plastische Gesichtschirurgie[53]
    - Poliklinik für Zahnärztliche Prothetik[54]
    - Poliklinik für Zahnerhaltung und Parodontologie[55]

- Interdisziplinäre Institute und Lehrstühle:
  - Institut für Allgemeinmedizin[56]
  - Experimentelle Biomedizin – Lehrstuhl II[57]
  - Institut für Klinische Neurobiologie[58]
  - Institut für Medizinische Lehre und Ausbildungsforschung[59]
  - Lehrstuhl für Experimentelle Biomedizin I und II[60]
  - Lehrstuhl für Molekulare Psychiatrie[61]
  - Lehrstuhl für Molekulare und Zelluläre Bildgebung[62]
  - Lehrstuhl für Systemische Neurobiologie am Institut der Neurobiologie[63]
  - Lehrstuhl für Tissue Engineering und Regenerative Medizin[64]
  - Lehrstuhl für Translationale Forschung[65]
  - Lehrstuhl für Translationale Myelomforschung an der Medizin II
  - Lehrstuhl für Translationale Onkologie[66]
  - Zentrallabor des Klinikums[67]
  - Abteilung für Funktionswerkstoffe der Medizin und der Zahnheilkunde[68]

- Interdisziplinäre Zentren[69]
  - Interdisziplinäre Biomaterial- und Datenbank Würzburg[70]
  - Lehrklinik[71]

- Gesundheitsfachberufe: Ausbildungen am UKW rund um die Gesundheit
  - Staatliches Berufliches Schulzentrum für Gesundheitsberufe[72]
  - Berufsfachschule für Anästhesietechnische und Operationstechnische Assistenz (OTA/ATA-Schule)[73]

## Neubauten seit 2000

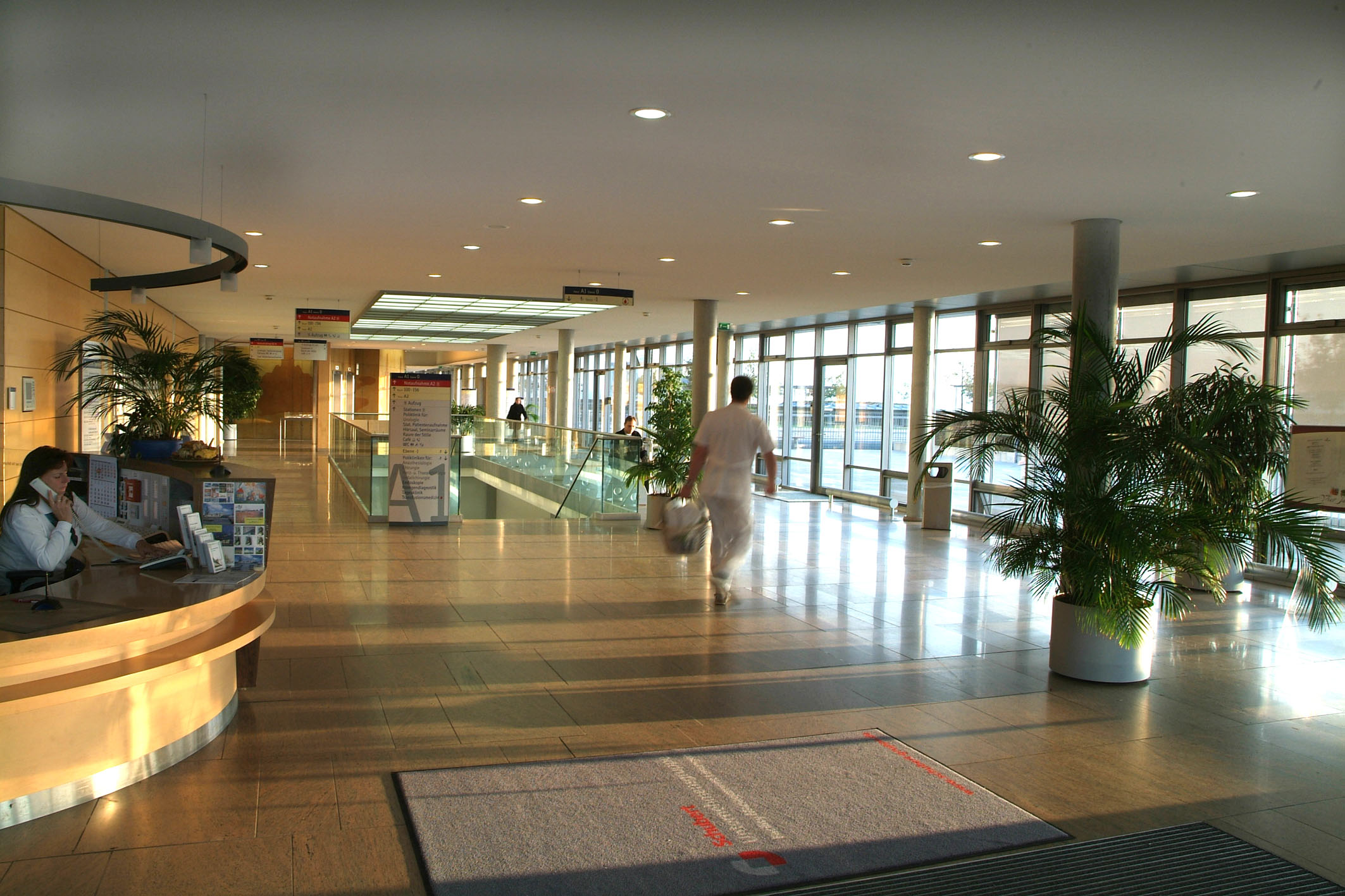
Die Innenansicht des Zentrums für Operative Medizin

### Zentrum für Operative Medizin und Zentrum für Innere Medizin
Die Baugeschichte der beiden Zentren, Zentrum für Operative Medizin (ZOM) und Zentrum für Innere Medizin (ZIM) reicht bis in das Jahr 1971 zurück. Nach einer Analyse der vorhandenen Strukturen stellte man fest, dass die räumlichen Defizite in der Chirurgie sowie in den Medizinischen Kliniken besonders groß sind. Darum beschloss der Fachbereichsrat der Medizinischen Fakultät im Juni 1988, sich für einen Neubau an der Oberdürrbacher Straße auszusprechen.
Der erste Spatenstich für den ersten Bauabschnitt erfolgte am 27. Juli 1998 durch Edmund Stoiber. Das Zentrum für Operative Medizin nahm im März 2004 seinen Betrieb auf. Daran angeschlossen erfolgte der zweite Bauabschnitt mit dem Zentrum für Innere Medizin. Der Grundstein für das ZIM wurde im Dezember 2002 gelegt. Das ZIM wurde Ende Juni 2009 in Betrieb genommen. Der Neubau hat in etwa die Ausmaße der Würzburger Residenz und gilt als das größte Hochbauprojekt des Freistaats in Unterfranken nach dem Krieg. Die Baukosten dieses Projektes beliefen sich auf ca. 350 Millionen Euro.

#### Zentrum für Operative Medizin (ZOM)

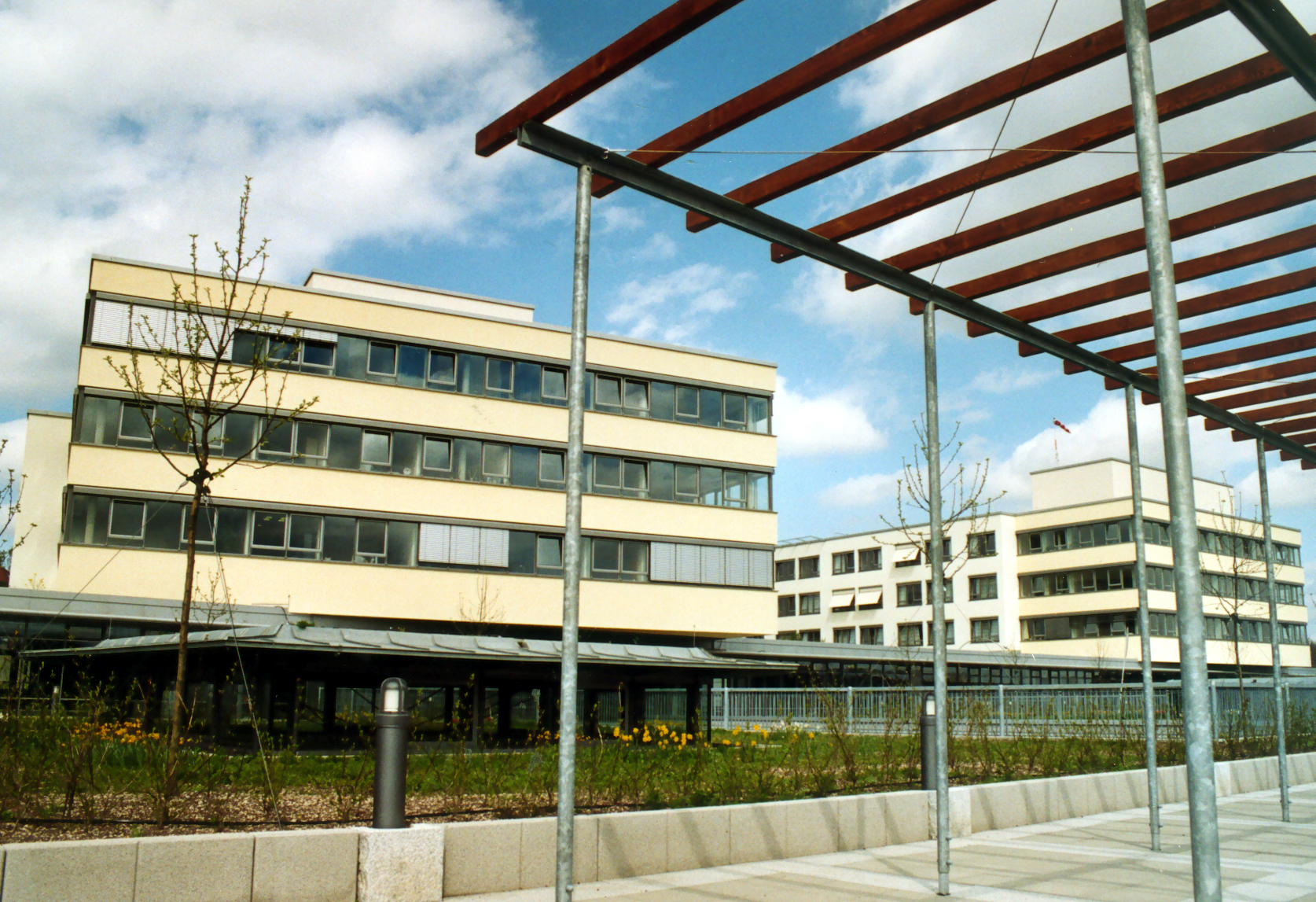
Zentrum für Operative Medizin

Das ZOM, an dessen Neubauplanung und Baubetreuung neben dem Chirurgen Arnulf Thiede maßgeblich unter anderem die Professoren der Medizinischen Fakultät Kurt Kochsiek, Volker ter Meulen, Hans Konrad Müller-Hermelink, Klaus Wilms, Karl Heinz Weis und Karl-Heinrich Wulf sowie der Privatdozent Wolfgang Timmermann und die leitende Pflegekraft Margitta Sternkopf beteiligt waren, beherbergt die beiden Kliniken für Allgemein- und Unfallchirurgie sowie die Kliniken für Herz- und Thoraxchirurgie, Urologie und Anästhesiologie. Auf insgesamt ca. 20.000 m² Nutzfläche stehen hier 312 Betten für stationäre Aufenthalte bereit sowie Betten für tagesklinische Behandlungen. Im ZOM gibt es eine Zentrale Notfallaufnahme, die eine Erstversorgung aller Patienten gewährt. Das ZOM hat einen Schockraum mit integriertem CT, wobei als Besonderheit nicht der Patient in das CT, sondern das CT über den Patienten gefahren wird, was zusätzliche Schäden durch die Bewegung des Patienten vermeidet. Auf dem Dach des Bettenhauses A2 befindet sich der Hubschrauberlandeplatz des Zentrums. Für operative Eingriffe steht ein OP-Trakt mit 16 OP-Sälen zur Verfügung.

#### Zentrum für Innere Medizin (ZIM)
Das ZIM beherbergt die Medizinische Klinik und Poliklinik I und II, die Klinik und Poliklinik für Nuklearmedizin, das Institut für Klinische Biochemie und Pathobiochemie sowie das Institut für Röntgendiagnostik und das Institut für Klinische Transfusionsmedizin und Hämotherapie. Es stehen zwei Ganzkörper-Magnetresonanz-Geräte (3 Tesla-MR-Geräte) zur Verfügung. Für die Nuklearmedizin wurde ein drei Millionen Euro teurer Zyklotron angeschafft. Mit diesem Gerät ist es nun möglich spezielle Radionuklide selbst herzustellen. Außerdem steht ein PET/CT-Gerät zur Verfügung. Das ZIM umfasst eine Gesamtnutzfläche von 22.587 m². Es stehen 260 Betten für den stationären Aufenthalt sowie 41 Tagesbetten zur Verfügung.

### Deutsches Zentrum für Herzinsuffizienz Würzburg (DZHI)
Das DZHI ist ein integriertes Forschungs- und Behandlungszentrum mit dem Ziel, effektive Strategien für Prävention und Therapie der Herzinsuffizienz zu entwickeln und die Erkrankung grundlegend zu erforschen. Der Schwerpunkt des Departments Translationale Forschung liegt auf dem Zusammenspiel der Mechanik des Herzens mit dem Stoffwechsel. Im Department Genetik werden sowohl genetische Erkrankungen des Herzens systematisch erforscht als auch Betroffene beraten und betreut. Neben der genetischen Sprechstunde bietet die Herzinsuffizienz-Ambulanz zahlreiche weitere Spezialsprechstunden an, zum Beispiel zu HOCM, Amyloidose, Diabetes, Bluthochdruck oder terminale Herzinsuffizienz. Ferner gibt es eine Ambulanz für klinische Studien. Herzstück des Departments Bildgebung ist ein 7 Tesla MRT, die Nuklearmedizin forscht unter anderem am SPECT/CT und am PET.

## Simulationstraining
Seit 2006 gibt es an der Universitätsklinik Würzburg eine Aus- und Weiterbildungsplattform für operative und interventionelle Verfahren in der Medizin, das INTUS. Sie ist seit 2009 im Zentrum für operative Medizin beheimatet. Die Abkürzung steht für „Interdisziplinäres Trainings- und Simulationszentrum“. Während in der Luftfahrt, speziell in der Pilotenausbildung, der Einsatz von Flugsimulatoren schon lange etabliert ist, wird die Simulation als Ausbildungsverfahren in der Medizin bislang nur vereinzelt eingesetzt.
Im INTUS kommen Simulatoren und Trainingssysteme im Rahmen von Fortbildungskurse zum Einsatz. So können Ärzte sowie angehende Ärzte verschiedene Operationsverfahren und Notfallsituationen trainieren und deren Beherrschung verbessern. Zielgruppe des INTUS sind Ärzte aus Klinik und Praxis, Pflege- und Assistenzpersonal, Klinik- und Praxisteams sowie Rettungsdienste. Das INTUS wird durch einen Förderverein konzeptionell und finanziell unterstützt.